# Crisis Seldon
Una crisis Seldon es, en el universo de La Fundación de Isaac Asimov, un período en el cual hay un problema psicohistórico que se debe resolver para que la Fundación termine convirtiéndose en el Segundo Imperio. Justo al terminar dicha crisis, una imagen holográfica de Hari Seldon aparecerá ante la Primera Fundación explicando las características de la crisis, cuales eran las complicaciones que habían dado lugar a dicha crisis, las probabilidades de que la Fundación tomara el rumbo esperado y las probabilidades de posibles caminos alternativos. La probabilidad de que se tome el camino correcto suelen ser altas gracias al apoyo del Plan Seldon. Lo interesante de las crisis Seldon es que los actores son prácticamente marionetas del destino; las decisiones que toman son las más probables, con lo cual de alguna manera lo que termina pasando no es tanto por la pericia de los que participan en dicha crisis, sino que la marea social, los acontecimientos precedentes hacían que el resultado fuera prácticamente inevitable. Estas probabilidades se calculaban mediante la psicohistoria.
Las Crisis Seldon conocidas son:
- Primera Crisis (Fundación): El Imperio Galáctico no es capaz de mantener sus prefecturas en la periferia galáctica, lo cual provoca que la Fundación, situada en Términus, que es un planeta pobre en metales y que por lo tanto depende del comercio con el Imperio, deba hacer frente a una anexión por parte del nuevo Reino de Anacreonte. La Fundación descubre que el Imperio se ha desmoronado y que no puede ser auxiliada por éste, como creían sus gobernantes, los enciclopedistas. Así pues, Salvor Hardin, alcalde de Términus, resuelve la crisis recurriendo al conocimiento por parte de la Fundación de la energía nuclear, olvidada por los nuevos reinos de la periferia, haciendo ver a los tres reinos opuestos a Anacreonte que dejar que este conocimiento sea explotado por éste les convertirá en vasallos. En resumen, la primera crisis se resuelve por medio del equilibrio de poderes.

- La Segunda Crisis (Fundación) se produce cuando el reino de Anacreonte, preparado, gracias a la Fundación, para la victoria militar incluso sobre una alianza de los otros tres reinos, decide atacar a la Fundación, que ha otorgado ayuda científica y reintroducido la energía atómica en los cuatro reinos. Sin embargo, dicha ayuda fue en principio rechazada por la población, debiendo ser "adornada" con un disfraz espiritual, dando origen a una religión cuyo centro era la Fundación. Así pues, al intentar atacar Términus, realmente fue entendido por el pueblo como un ataque al corazón de su religión y un sacrilegio, incluso para los militares. La crisis es resuelta por la supremacía del poder espiritual sobre el terrenal, que ha permitido que toda la energía nuclear fuese monopolizada por los sacerdotes que guardan fidelidad a la Fundación.

- La Tercera Crisis (Fundación) consistió en el conflicto que existió entre la República de Korell y la Fundación. Esta crisis, por una parte, consistió en la utilización de la "religión de la ciencia" por parte de un grupo dirigente para controlar la Fundación, y por otra, la amenaza de la República de Korell, con apoyo de un virrey del Imperio, para atacar la Fundación. Dicha crisis la resolvió Hober Mallow, quien comerció con Korell sin la ayuda del sacerdocio, lo cual permitió que la crisis se solucionase gracias a la rebelión conjunta de los comerciantes de la Fundación y Korell, que vieron amenazadas sus ganancias por el fin del comercio que provocó la guerra.

- La Cuarta Crisis (Fundación e Imperio) fue el último intento del decadente Imperio para demostrar su supremacía, donde el General Bel Riose dirige un ataque militar en contra de la Primera Fundación. Esta crisis se resolvió porque aún cuando Bel Riose era un gran líder y estratega militar, además de capaz de destruir gran parte de la flota de la Fundación, fue visto como una amenaza al poder de los últimos emperadores. Y por lo tanto fue llamado y ejecutado por cargos que después se demostrarían falsos.

- La Quinta Crisis (Fundación e Imperio) debería haber supuesto una guerra civil entre los gobernantes de Términus, que se habían convertido en tiranos apoyados por los plutócratas, y los comerciantes independientes, que deseaban una mayor distribución de la riqueza, sin embargo, la aparición de El Mulo, un mutante con poderes mentales que no entraba en los cálculos psicohistóricos de Seldon, desvió el curso normal de acontecimientos y esta crisis no llega a producirse.

- Existe también otra Crisis mencionada en Los límites de la Fundación, que consiste en la presión para cambiar la capital de la Fundación a un planeta más céntrico que lo que era Terminus, el cual está en el borde mismo de la Galaxia, esta crisis se resuelve manteniendo Términus como capital.

- Datos: Q2259848